# Библиотека Шлезингера
Библиотека Артура и Элизабет Шлезингер по истории женщин в Америке (англ. Arthur and Elizabeth Schlesinger Library on the History of Women in America) — научная библиотека при Институте перспективных исследований Рэдклиффа при Гарвардском университете. По словам Нэнси Ф. Котт, директора Фонда Карла и Лили Пфорцхаймер, это «крупнейшее и наиболее значимое хранилище документов, охватывающих жизнь и деятельность женщин в Соединённых Штатах».

## История

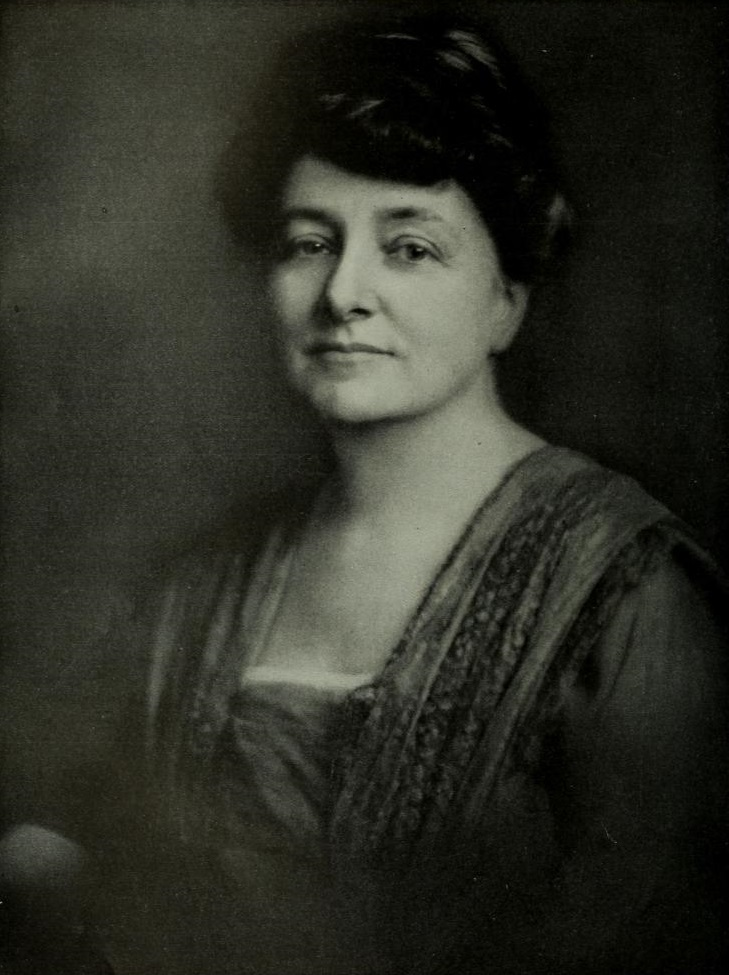
Мод Вуд Парк

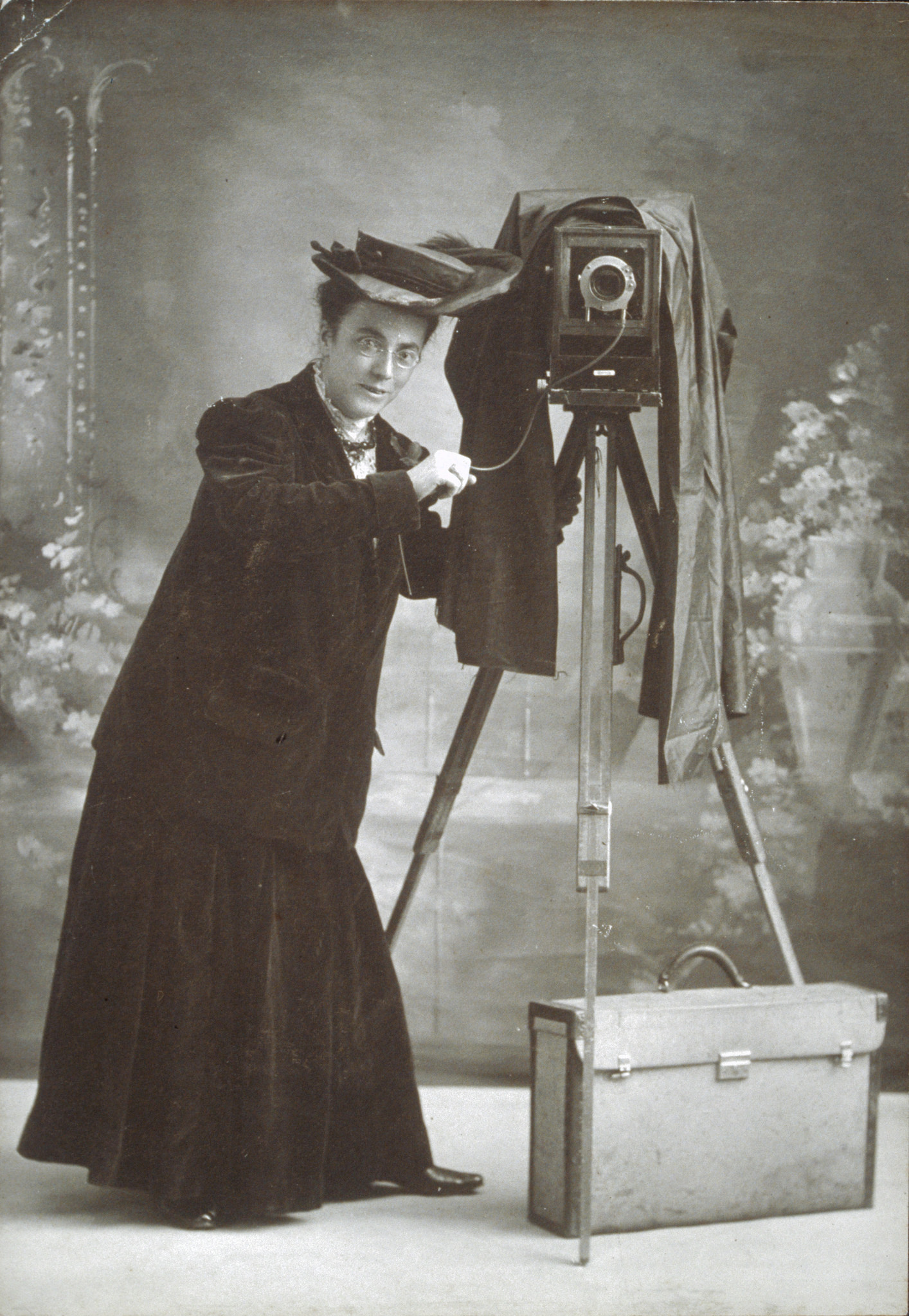
Фотограф Джесси Тарбокс Билс

В 1905 году Эндрю Карнеги пожертвовал Рэдклиффскому колледжу 73 900 долларов на строительство библиотеки. Архитектор из Бостона Генри Форбс Бигелоу был нанят для проектирования библиотеки, которая была построена в 1906 году.
26 августа 1943 года выпускница колледжа Рэдклифф 1898 года Мод Вуд Парк, бывшая суфражистка, передала в дар колледжу Рэдклифф свою коллекцию книг, статей и памятных вещей о женщинах-реформаторах. Это переросло в научную библиотеку под названием Женский архив. В 1965 году библиотека была переименована в честь Элизабет Бэнкрофт Шлезингер (1886—1977) и её мужа Артура М. Шлезингера (1888—1965), поскольку они были ярыми сторонниками миссии библиотеки.
Артур был известным историком и писателем, преподававшим в Гарвардском университете в течение тридцати лет (1924—1954). Элизабет была феминисткой, активно занималась общественной деятельностью и входила в консультативный совет библиотеки.

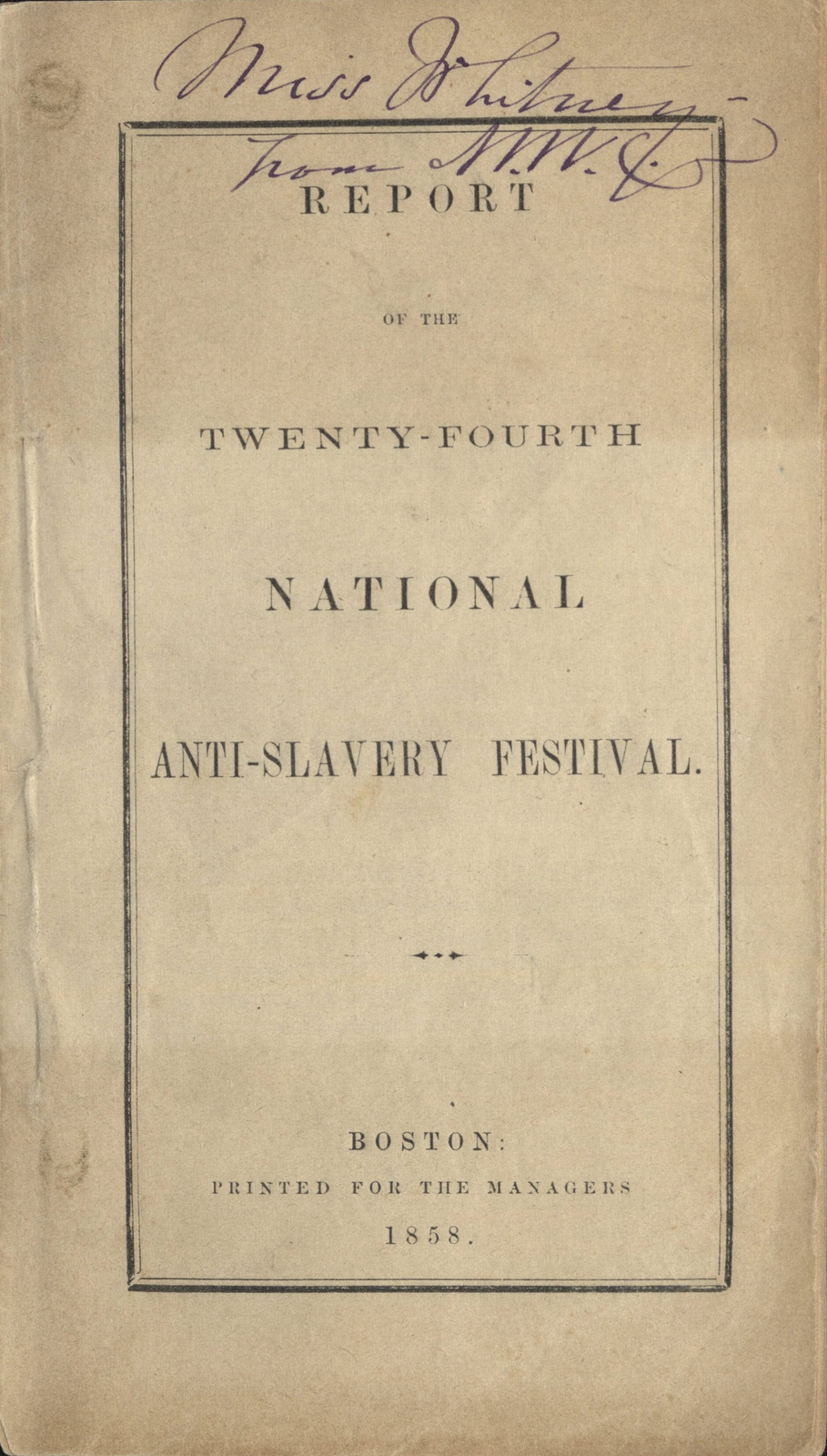
Титульный лист отчёта о 24-м Национальном антирабовладельческом базаре-фестивале

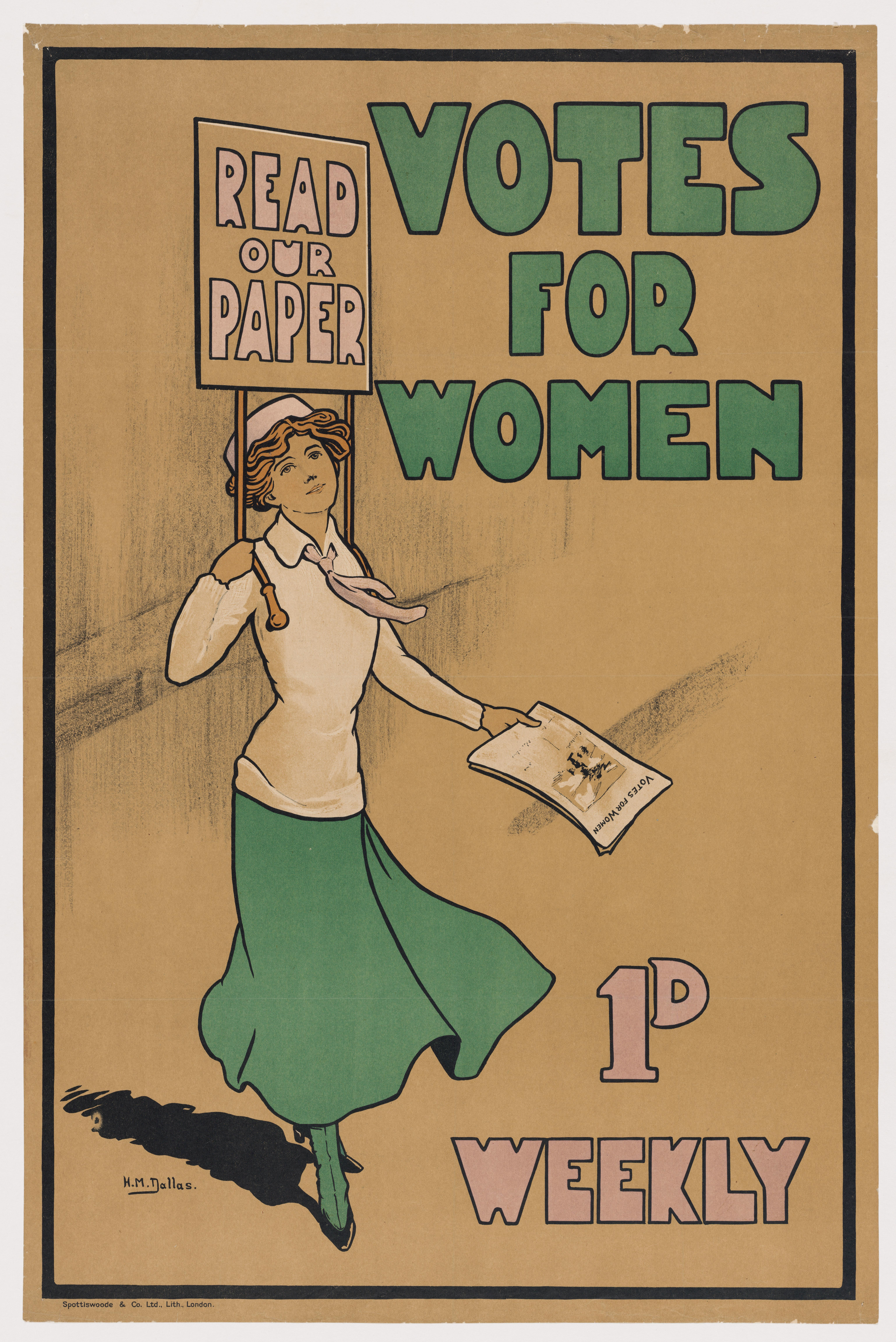
Плакат в поддержку женского избирательного права

### Цель
Библиотека Шлезингера существует для того, чтобы документировать жизнь и начинания женщин. Богатство книжных ресурсов раскрывает широкий спектр деятельности женщин в Соединённых Штатах и за рубежом с начала XIX века до наших дней.

## Коллекции
Фонды библиотеки включают рукописи, книги и периодические издания, а также фото- и аудиовизуальные материалы.
Хотя основное внимание в библиотеке уделяется американским женщинам, в ней также имеется множество печатных и рукописных материалов, затрагивающих проблемы всего мира, что стало результатом многочисленных путешествий и проживания американских женщин за рубежом. В качестве примеров можно привести письма первых миссионеров в Китае, рассказы активистов о Женском лагере за будущее мира и справедливости, а также всемирно известные речи и труды Ширли Грэм Дюбуа.
Подробные записи о рукописных собраниях библиотеки, а также о книгах и периодических изданиях можно найти в Библиотеке Гарвардского университета. Запись в каталоге содержит описание предмета или коллекции, а также другую важную информацию, например, местоположение вне объекта или ограничения доступа. Исследователи могут узнать больше о коллекциях рукописей, обратившись к руководствам по исследованиям библиотеки Шлезингера. С научными библиотекарями можно связаться через Ask a Schlesinger Librarian.

### Рукописи
В библиотеке представлено более 2500 уникальных коллекций рукописей от отдельных лиц, семей и организаций. Основные рукописные фонды посвящены движению за права женщин в прошлом и настоящем, феминизму, здоровью и сексуальности, социальным реформам, а также образованию женщин и девочек. Обычная жизнь женщин и семей, а также борьба и триумфы выдающихся женщин подробно описаны в дневниках и других личных записях. Во многих коллекциях, таких как документы Шарлотты Перкинс Гилман, Паули Мюррей и записи Национальной организации женщин, освещаются политические, организационные и экономические вопросы. В 1972 году Национальная организация женщин выбрала библиотеку Шлезингера в качестве архива для своих записей; коллекция стала одной из крупнейших (300 погонных футов рукописей и продолжает расти по состоянию на 2013 год) и одной из наиболее активно используемых исследователями.

### Книги и периодические издания
Более 80 000 печатных томов включают научные монографии, а также популярные работы. Они охватывают такие темы, как права женщин, женщины и работа, здоровье женщин, цветные женщины, сравнительный материал о женщинах в других культурах; работы о женщинах в искусстве и музыке; женщинах и семье; феминистской и антифеминистской теории; а также лесбийские сочинения. Сотни периодических изданий, включая такие популярные журналы, как Ladies’ Home Journal, Ebony, Seventeen, освещают бытовые проблемы, досуг, этикет, моду и еду.
В библиотеке имеются две выдающиеся специальные коллекции. Кулинарная коллекция, насчитывающая более 15 000 книг, охватывающая пять столетий и кухни разных стран мира, является одной из самых значительных в мире. В эту коллекцию также вошли статьи нескольких известных шеф-поваров и кулинарных авторов, таких как М. Ф. К. Фишер, Джулия Чайлд и Элизабет Дэвид. Архивы колледжа Рэдклифф за 1879—1999 годы, включая документы должностных лиц колледжа, студенток и выпускниц, содержат подробные сведения об истории женщин в сфере высшего образования.

### Фотографические и аудиовизуальные материалы
Более 90 000 фотографий, от случайных снимков до работ профессиональных фотографов, создают непревзойдённую визуальную летопись частной и общественной жизни. Аудиозаписи, видеозаписи, записи устных рассказов и стенограммы дополняются саундтреком к истории жизни женщин.
В библиотеке Шлезингера хранится проект устной истории чернокожих женщин, записи которого велись в период с 1976 по 1981 год. При поддержке библиотеки Шлезингера в рамках проекта была собрана информация о женщинах, внесших значительный вклад в американское общество в первой половине XX века.